# Honor Tracy
Honor Tracy (1913. október 19. – 1989. június 13.) brit regény- és útikönyvíró.

## Életrajza
Honor Lilbush Wingfield Tracy néven született 1913-ban a suffolki Bury St Edmundsban, egy sebész, Humphrey Wingfield Tracy és egy művész, Chrystabel Miner négy gyermekének egyikeként. A londoni Grove Schoolban, majd a tengerentúlon, Drezdában és Párizsban tanult, először asszisztensként dolgozott egy londoni kiadónál, majd a Metro-Goldwyn-Mayer londoni irodájában.
A második világháború kitörésekor, 1939-ben Tracy csatlakozott a Női Kiegészítő Légierőhöz, és 1941-ig annak hírszerzési osztályán dolgozott. Ezután a háború hátralévő részében az Információs Minisztériumhoz került, mint Japánnal foglalkozó specialista. A The Observer újságnál dolgozott rovatvezetőként és hosszú ideig külföldi tudósítóként. Írt a Sunday Timesnak és a British Broadcasting Corporationnek is.
A háború után Tracy két évet töltött Írországban, és az Irish Digestnek és a The Bell magazinnak dolgozott kedvese, Seán Ó Faoláin mellett. 1947-ben Franciaországba ment, majd bebarangolta Kelet-Európát az Observer számára. 1948-ban nyolc hónapra Japánba ment, és Írországba visszatérve Kakemonót írt az ottani utazásairól. Úgy írtak róla, mint "zseniális nyelvész (beszél franciául, németül, oroszul, olaszul és némileg japánul)", ami nagy segítségére volt az útleírásaiban.
Tracy ezután újság tudósítója lett Dublinban. Ebben az időszakban Maurice O'Connell, a corki Doneraile plébánosa pert indított ellene, aki azt állította, hogy megrágalmazták Tracynek a Sunday Times-ban az általa épített új plébániáról írt spontán cikk miatt. Tracy sikeresen ellenpert indított és 3000 GBP kártérítést ítéltek meg neki.
Tracy leginkább utazási íróként ismert. Regényei szellemesen és esetenként keserűen gúnyolják a brit-ír kapcsolatokat és magát Írországot. Legismertebb regényei a The Straight and Narrow Path (1956), A The Quiet End of Evening (1972) és a The Ballad of Castle Reef  (1979). Legismertebb útikönyve a Winter in Castille (Tél Kasztíliában) (1973).
Katolikus hitre tért, sok éven át élt  az írországi Achill Islanden, Co. Mayo megyében, de egy oxfordi idősek otthonában halt meg 1989-ben, Angliában. Rövid ideig házas volt, majd elvált és nem volt gyermeke.

## Betjeman álhír
A. N. Wilson 2006 augusztusában megjelent Sir John Betjeman (angol költő) életrajza tartalmazott egy Tracynek írt levelet, amelyet állítólag Betjeman írt és egy korábban ismeretlen szerelmi viszonyt részletezett. A háború alatt együtt dolgoztak az Admiralitásnál. A levélről kiderült, hogy Wilson álhíre volt és egy számára sértő akrosztichont tartalmazott.

## Bibliográfia

### Útikönyvek
- Kakemono: A Sketchbook of Postwar Japan (1950)
- Mind You, I've Said Nothing! (1953)
- Silk Hats and No Breakfast (Random House, 1957)
- Spanish Leaves (1964)
- Winter in Castile (1973)
- The Heart of England (1983)

### Regények
- The Deserters (1954)
- The Straight and Narrow Path (London, Methuen / New York, Random House 1956)
  - Vannak még csodák – Európa, Budapest, 1983 · ISBN 9630731770 · fordította: Sárközy Elga, illusztrálta: Hegedüs István
- The Prospects Are Pleasing (1958)
- A Number of Things (Methuen / Random House, 1960)
- A Season of Mists (Methuen / Random House, 1961)
- The First Day of Friday (Methuen / Random House, 1963)
- Men at Work (Methuen / Random House, 1967)
- The Beauty of the World (Methuen / Random House, 1967)
- Settled in Chambers (Methuen / Random House 1968)
- Butterflies of the Province (New York, Random House /London, Eyre Methuen, 1970)
- The Quiet End of Evening (Random House / Eyre Methuen, 1972)
  - Szép kis naplemente – Európa, Budapest, 1977 · ISBN 9630709961 · fordította: Sárközy Elga, illusztrálta: Hegedüs István
- The Ballad of Castle Reef (1979)

## Fordítás
- Ez a szócikk részben vagy egészben  a   Honor Tracy című angol Wikipédia-szócikk fordításán alapul.  Az eredeti cikk szerkesztőit annak laptörténete sorolja fel. Ez a jelzés csupán a megfogalmazás eredetét és a szerzői jogokat jelzi, nem szolgál a cikkben szereplő információk forrásmegjelöléseként.